# Jérôme Thomas (jongleur)
Pour les articles homonymes, voir Thomas et Jérôme Thomas.
 (janvier 2011).
Si vous disposez d'ouvrages ou d'articles de référence ou si vous connaissez des sites web de qualité traitant du thème abordé ici, merci de compléter l'article en donnant les références utiles à sa vérifiabilité et en les liant à la section « Notes et références ».
Jérôme Thomas  est un jongleur français né en 1963, il est connu pour être le père de jonglage contemporain en Europe.[réf. nécessaire]

## Biographie
Inspiré des jongleurs Michael Moschen et de Francis Brunn, il commence sa carrière au cirque et au cabaret ; il remporte une médaille de bronze au Festival mondial du cirque de demain en 1984. De 1984 à 1986 il est apprenti jongleur au cirque d'Annie Fratellini alors appelé Ecole Nationale du Cirque fondé en 1974 par Annie Fratellini et Pierre Etaix.
Puis il intègre dans sa pratique la danse contemporaine et les techniques du théâtre (mise en scène, lumière, etc). Il crée le premier solo moderne de jonglerie[réf. nécessaire] : Extraballe, un spectacle innovant à plusieurs titres: utilisation des lumières de théâtre, technique du double rebond, spectacle d’une heure en solo. Ce spectacle compte parmi les premiers joués sur les scènes de théâtre françaises (et non plus dans les cirques ou les cabarets).
On lui doit également en France la reconnaissance au niveau institutionnel du jonglage comme art à part entière.
Dans le milieu des années 1990, il développe son propre langage jonglistique en s’inspirant de la danse contemporaine, et met au point le « jonglage cubique ». Le « jonglage cubique » est une pratique qui donne une grille de repères dans l’espace; le jongleur peut s’y déplacer et déplacer des objets, mêlant ainsi jonglage et danse. Fervent partisan de la transmission orale il continue à transmettre sa pratique à ses « disciples » lors de stages et à l’occasion de créations.
Malgré son indéniable créativité, son image et son approche de la jonglerie sont parfois sujets à controverses : Selon certains[Qui ?], la technique serait trop mise en avant au détriment de l’émotion au sein de ses spectacles. Certains voient une véritable révolution dans son approche du « jonglage cubique », d’autres une pratique ou une pensée intéressante mais bien trop valorisée et enjolivée par lui-même et par des spécialistes élitistes et esthétisants.
En 2003 il reçoit le prix SACD des arts du cirque.
Son spectacle "Rain/Bow", controversé[réf. nécessaire], est une production monumentale qui regroupe 10 artistes sur scène et qui emprunte les codes des ballets classiques.
La collection "Quel cirque?", coéditée par Actes Sud-Papiers et le Centre national des arts du cirque (Cnac), lui consacre un ouvrage : Jérôme Thomas, par Jean-Gabriel Carasso et Jean-Claude Lallias (2010).

## Spectacles
Dates de création des spectacles de Jérôme Thomas :
- 1988 : Artrio (interprètes : Jérôme Thomas, Jean-Paul Autin et Carlo Rizzo)
- 1990 : Extraballe (interprète : Jérôme Thomas)
- 1991 : Kulbuto (interprètes : Jean-Paul Lefeuvre, Jörg Müller, Didier André, Fabien Bisbal…)
- 1993 : Quipos (interprètes : Jérôme Thomas, Martin Schwietzke, Jeanne Mordoj…)
- 1995 : Hic Hoc (interprètes : Hic - Philippe Ménard, Martin Schwietzke, Vincent Lorimy, Emmanuel Anglaret ou Hervé Duca; Hoc - Jérôme Thomas, Pascal Lloret)
- 1996 : Yamani Ya Bwana (interprètes : troupe Jambo Mambo de Nairobi)
- 1997 : Le Banquet (12 interprètes dont : Rémi Ballagué, Isa Munoz, Ezec le Floc’h, Elie Lorier…)
- 1998 : 4, Qu’on en finisse une fois pour toutes avec… (interprètes : Jérôme Thomas, Philippe Ménard, Martin Schwietzke, Emmanuel Anglaret et Jean-Christophe Chapon)
- 2000 : Ixbe (interprète : Simon Anxolabéhère)
- 2001 : Cirque Lili (interprètes : Jérôme Thomas, Valentin Lechat)
- 2003 : Milkday (interprètes : Maksim Komaro, Jay Gilligan, Ville Walo)
- 2006 : Rainbow (interprètes : Karen Bourre, Virginie Charbonnier, Kim Huynh, Sabrina Martinez, Hélène Lopez de la Torre, Simon Axolabèhère, Camille Chalain, Jive Faury, Christophe Pilven et Jérôme Thomas)
- 2008 : Deux hommes jonglaient dans leur tête (interprètes : Jérôme Thomas, Roland Auzet)
- 2010 : Ici (Interprètes : Jérôme Thomas, Markus Schmid, musique et création des machines musicales : Pierre Bastien)
- 2013 : FoRest (projet de Jérôme Thomas, interprètes  Jérôme Thomas, Jean-François Baëz et Aurélie Varrin, mise en scène d'Aline Reviriaud et Agnès Célérier, compositions musicales de Jean-François Baëz)
- 2016 : HIP 127, la Constellation des Cigognes (mise en scène et chorégraphie : Jérôme Thomas et Martin Palisse, interprètes : Audrey Decaillon, Viola Ferraris, Florence Huet, Stefan Kinsman, Ria Rehfuß, Alexis Rouvre, Daniel Sanchez, création musicale : Roland Auzet)
- 2017 : Magnétic (interprètes : Nicoletta Battaglia, Elena Carretero, Gaëlle Cathelineau, Chloé Mazet ou Ria Rehfuss, création musicale : Wilfried Wendling)
- 2018 : I-Solo (interprète : Jérôme Thomas, mise en scène : Aline Reviriaud, chorégraphie : Jive Faury et Jérôme Thomas)
- 2018 : Dans la Jongle des Mots (interprète : Jérôme Thomas, Aline Reviriaud, conception et mise en scène : Aline Reviriaud)
- 2021 : Le Petit Bidon Circus (interprètes : Léa Leprêtre, Simon Anxolabéhère et Jérôme Thomas, textes et mise en scène : Aline Reviriaud, accordéon : Christian Maes)
- 2021 : Dansons sur le malheur (interprètes : Gaëlle Cathelineau, Elena Carretero, conception : Jérôme Thomas)
- 2022 : Chair et Os (interprètes : Magdalena Hidalgo Witker, Michel Le Gouis, Nicolas Moreno, Tamila De Naeyer, Juana Ortega Kippes, Nicolas Parraguez Castro, Lise Pauton , conception : Jérôme Thomas, textes : Aline Reviriaud, dramaturgie : Mathieu Huot)
- 2023 : Assis (interprète : Jérôme Thomas, accordéon : Christian Maes)

Autres spectacles :
- 2007: Le Malheur de Job (mise en scène: Jean Lambert-wild, interprètes: Jérôme Thomas en alternance avec Martin Schwietzke - jonglage, Djiz - voix)